# Kyrkans central för det svenska arbetet
Kyrkans central för det svenska arbetet (kortare: KCSA) är ett finländskt serviceorgan för församlingsarbetet inom Evangelisk-lutherska kyrkan i Finland. KCSA har, sedan 2005, varit en specialenhet inom Kyrkostyrelsen. KCSA ersatte Stiftsrådet samma år.
År 2024 bestod den svenskspråkiga enheten av fjorton anställda på Kyrkostyrelsen.

## Uppgifter
Till centralens uppgifter hör bland annat konsultation, kurs- och kontaktverksamhet, material- och programproduktion samt fortbildning för församlingars anställda och förtroendevalda. Kyrkans central för det svenska arbetet handhar också den svenskspråkiga kyrkliga informationsverksamheten och produktionen av svenskspråkiga andakter och gudstjänster i radio och tv.
Kyrkans central för det svenska arbetet representerar den svenskspråkiga delen av Finlands evangelisk-lutherska kyrka i kontakter och samarbetet med samhällets olika institutioner i frågor som rör religionsundervisning, fostran, kulturarbete, samhällsansvar samt handikappärenden och arbete bland specialgrupper. KCSA är indelad enligt det kyrkliga livets olika delområden och har avdelningar för gudstjänst och musik, diakoni och samhällsansvar samt vuxenarbete och kultur. Centralen leds av direktorn i samarbete med styrelsen, som tillsätts av stiftsmötet, medan domkapitlet utser styrelseordföranden.